# Giacomo Carderina
Giacomo Carderina (Genova, 25 maggio 1804 – Torino, 18 novembre 1879) è stato un generale italiano, veterano delle guerre d’indipendenza dove fu decorato con due Medaglie d’argento al valor militare, la Croce di Cavaliere dei Santi Maurizio e Lazzaro e poi con la Croce di Grande Ufficiale dell'Ordine militare di Savoia per il contrasto ai moti insurrezionale del settembre 1866 in Sicilia.

## Biografia

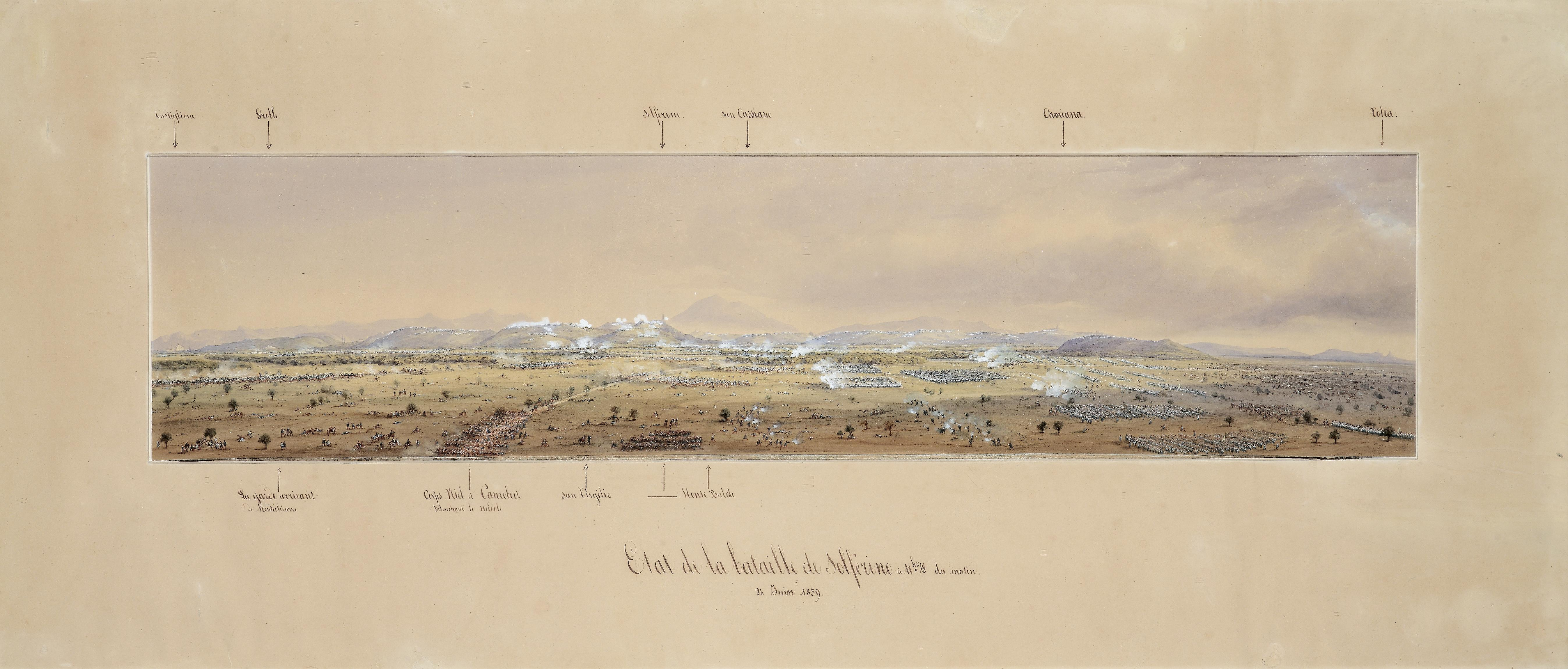
Situazione della Battaglia di Solferino e San Martino alle ore 11,30 del mattino, vista dalla torre campanaria della chiesa di San Damaso dal pittore Carlo Bossoli.

Nacque a Genova il 25 maggio 1804. Arruolatosi nell’Armata Sarda frequentò la Regia Accademia Militare di Torino da cui uscì nel 1823 con il grado di ufficiale di artiglieria. Promosso maggiore, all’atto dello scoppio della prima guerra di indipendenza fu assegnato, come capo di stato maggiore, allo Stato maggiore del II Corpo d'armata al comando del generale Ettore De Sonnaz. Durante la campagna del 1848 fu trasferito, sempre come Capo di stato maggiore al I Corpo d'armata del generale Eusebio Bava, venendo promosso colonnello. Distintosi nel combattimento di Pastrengo del 30 aprile ottenne una menzione al valore, e poi una Medaglia d'argento al valor militare per i fatti di Goito e la Croce di Cavaliere dei Santi Maurizio e Lazzaro.
Partecipò alla campagna del 1849 e, per il valore dimostrato alla battaglia della Sforzesca e durante la successiva battaglia di Novara, fu decorato con una seconda Medaglia d'argento al valor militare.
Promosso maggior generale nel 1854, assunse il comando della Brigata fanteria "Piemonte" e, dal 1855 al 1859 ricoprì l’incarico di Aiutante di campo generale di S.M. il Re Vittorio Emanuele II.
Promosso tenente generale, durante la seconda guerra di indipendenza partecipò alla battaglia di Magenta, e fu poi comandante della Divisione militare di Alessandria. 
Nel 1862 fu posto a capo del neocostituito Dipartimento militare della Sicilia, dove, in seguito al moti insurrezionali del settembre 1866, fu decorato con la Croce di Grande ufficiale dell'Ordine militare di Savoia per la brillante difesa del palazzo reale di Palermo dai tentativi di occupazione dei rivoltosi. Definitivamente messo a riposo nel 1867, si spense a Torino il 18 novembre 1879.